# Chuột chũi đuôi ngắn
Chuột chũi đuôi ngắn (tên khoa học: Euroscaptor subanura, tên tiếng Anh: Vietnamese mole tức Chuột chũi Việt Nam) là một loài chuột chũi Talpine đặc hữu ở Việt Nam.
Loài này được xác định lần đầu tiên vào tháng 12 năm 2008 ở chân núi Tam Đảo, thời điểm này mới chỉ có 9 mẫu được thu thập, 3 trong số này được lưu giữ tại Viện Khoa học và Công nghệ Việt Nam nhưng chưa từng được xác định là thuộc loài mới. Sau đó các mẫu vật mới được xác nhận thuộc về một loài mới.

## Phân bố
Chuột chũi đuôi ngắn được tìm thấy ở các tỉnh Tuyên Quang, Vĩnh Phúc, Hà Nội, Phú Thọ, Ninh Bình, Nghệ An, Quảng Bình.

## Mô tả
Chuột chũi đuôi ngắnsống ở độ cao khoảng 300m. Chúng xây dựng các ụ đất và có thói quen giống với các loài chuột chũi Talpine khác. Chúng có cơ thể thon nhỏ, hông rộng, chiều dài từ đầu đến thân khoảng 12 cm và nặng đến 43g. Các xương gần nhau; đặc biệt là đốt xương háng ngắn. Lông phía trên lưng có màu nâu sẫm.
Chúng có mõm thon, không lông mọc như râu quanh mũi. Đuôi cực kỳ ngắn, chỉ dài khoảng 5mm và hầu như không thể nhìn thấy qua lớp lông. Phần đuôi được miêu tả "giống một cái mụn cóc", đây là đặc điểm phân biệt và là nguồn gốc tên khoa học của nó, subanura trong tiếng Latin có nghĩa là "gần như không có đuôi".
Họ hàng gần nhất còn tồn tại của Chuột chũi đuôi ngắn được cho là loài chuột chũi răng nhỏ ở miền Nam Việt Nam.